# Philosophie médiévale
 (mai 2009).
Si vous disposez d'ouvrages ou d'articles de référence ou si vous connaissez des sites web de qualité traitant du thème abordé ici, merci de compléter l'article en donnant les références utiles à sa vérifiabilité et en les liant à la section « Notes et références ».

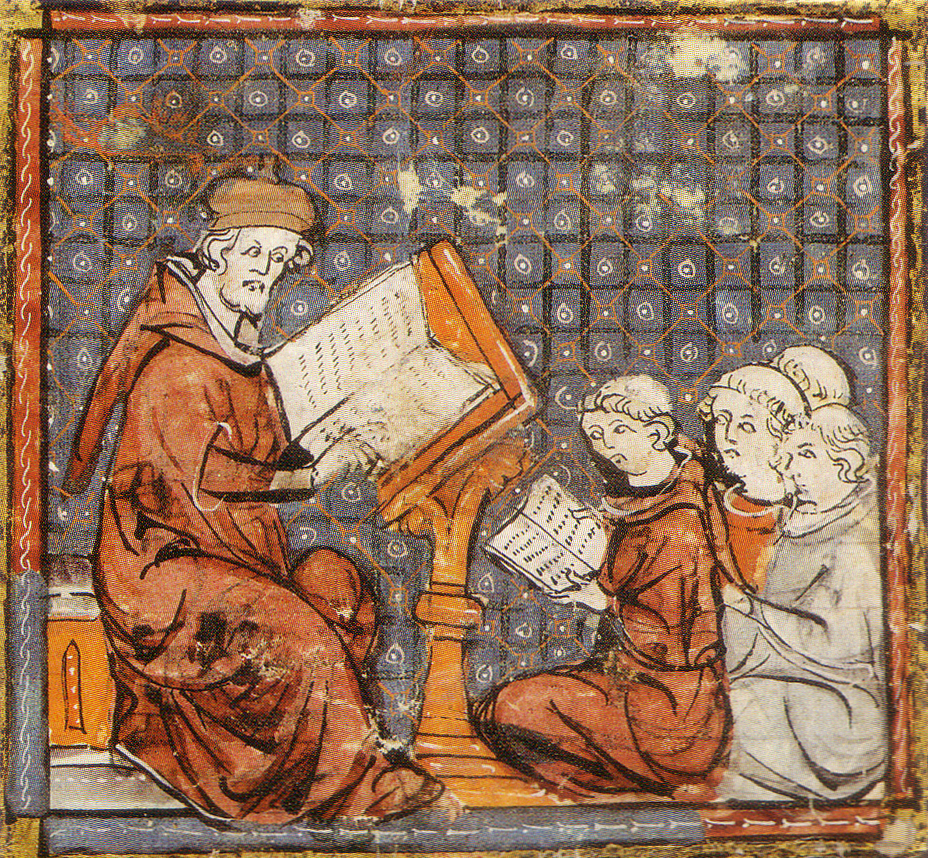
Un cours de philosophie représenté dans une enluminure des Grandes Chroniques de France.

La philosophie médiévale est l'ensemble des œuvres et des courants philosophiques développés durant le Moyen Âge dans un espace géographique un peu plus étendu que celui des mondes hellénistique et romain de l'Antiquité et dans lequel se sont développés le judaïsme, le christianisme et l'islam. En font notamment partie la philosophie scolastique, la philosophie byzantine et la philosophie islamique.

## Introduction
La période du Moyen Âge a été établie selon des critères de la tradition historiographique occidentale. La philosophie médiévale est ainsi l'objet de thèses diverses et souvent contradictoires selon que le Moyen Âge soit considéré comme un âge sombre de la pensée, ou bien que l'idée même de Moyen Âge soit tenue pour une imposture alimentée par des légendes. Ayant pour matière principale les œuvres d'auteurs chrétiens latins ayant vécu durant le millénaire qui sépare l'Antiquité de la Renaissance, l'étude de la philosophie médiévale porte en même temps sur les relations de la pensée des chrétiens du Moyen Âge avec celle de juifs et de musulmans, en particulier celles d'Avicenne et d'Averroès qui furent lus et traduits par les Latins au Moyen Âge, ou bien encore, celle de Maïmonide (1138-1204), un auteur juif du XIIIe siècle ayant écrit en arabe une œuvre offrant des considérations sur l'ensemble des pensées de son époque.
Au Moyen Âge, la religion n'apparaissait pas comme un élément distinct dans les sociétés, tandis qu'à l'époque où l'étude de la philosophie médiévale s'est constituée comme un champ disciplinaire, la religion était largement jugée incompatible avec la philosophie. L'étude moderne de la philosophie médiévale s'est ainsi mise en place dans un contexte polémique vis-à-vis du christianisme avec notamment les travaux d'Ernest Renan à la fin du XIXe siècle et ceux, plus apologétiques, d'Étienne Gilson au début du XXe siècle. Ce dernier a identifié la philosophie médiévale à une philosophie chrétienne dans L'Esprit de la philosophie médiévale. Dans ce contexte, la question était celle de savoir si la philosophie peut être religieuse, si une pensée qualifiée de religieuse peut être considérée comme philosophique, ou encore, si la pensée des médiévaux a apporté quoi que ce soit d'intéressant à celle de l'humanité.
L'étude de la philosophie médiévale suppose une attention à la diversité des sociétés et des époques englobées sous l'expression « Moyen Âge ». Alain de Libera propose ainsi une introduction générale intitulée La philosophie médiévale dans laquelle il reprend les résultats de travaux de médiévistes, de théologiens ou d'islamologues. Il organise ces éléments autour de l'idée de translatio studiorum, c'est-à-dire, l'idée selon laquelle la « science », identifiée à la philosophie grecque, se déplace d'un endroit à l'autre et donne lieu, là où elle s'établit, à des façons de penser qui ont leur cohérence propre et qui ne traitent pas des mêmes problèmes. Il est ainsi question de « philosophie à Byzance », d'« Islam oriental » puis occidental, de « philosophie juive », et enfin, de « philosophie médiévale latinophone » siècle par siècle, du IXe au XVe siècle. Pour Rémi Brague la science ou la philosophie ne se présente cependant pas comme une « chose » susceptible de tels déplacements et il plaide pour une approche comparative des différentes philosophies, considérant que les problèmes philosophiques qui y sont abordés traversent plus largement l'histoire et la diversité des civilisations que ne le suppose le modèle de la translatio studiorum. Il pose aussi la question de savoir s'il est légitime de parler de philosophies médiévales comme de philosophies juives, chrétiennes ou musulmanes, ou bien si l'identification des courants de pensée du Moyen Âge aux éléments essentiels de la religion de leurs auteurs n'est pas abusive.

## Caractéristiques de la philosophie médiévale

### Construction des fondements intellectuels du savoir
La période du Moyen Âge (expression datant de la Renaissance) souffre quelquefois d'une image négative, surtout en Europe de l'Ouest, due au fait que la civilisation européenne, aux Xe et XIe siècles (voir an mille), accusait un retard important par rapport à d'autres civilisations (musulmane, chinoise...). On retient aussi des images d'intolérance.
Les grandes invasions des Ve et VIe siècles, puis dans une moindre mesure, après la période carolingienne, les invasions vikings, sarrasine et hongroise (de 850 à 920 environ), furent pour beaucoup dans la dégradation des pays qui héritèrent de la civilisation de l'ancien Empire romain d'Occident.
L'appropriation par l'Occident des grands systèmes philosophiques de l'Antiquité, d'abord surtout latins, puis davantage grecs, aidèrent l'Occident à établir les fondements philosophiques et intellectuels du savoir, nécessaires au développement de la civilisation, sur les plans tant artistique que scientifique et technique.
Pendant le Moyen Âge, cette appropriation a été quasi exclusivement le fait de religieux, des humanistes au sens propre du terme, qui travaillaient dans des monastères (scriptoria), puis dans des écoles urbaines et des universités.

#### DuVeauVIIesiècle
Dans les premiers temps de l'Église, les plus rigoristes des clercs veulent imposer l'abandon de la culture profane. Pour eux, « il n'y avait pas compromis possible entre la culture classique et la culture chrétienne. Si l'on voulait mettre son intelligence au service de Dieu, il fallait commencer à rejeter les lettres classiques, car on ne pouvait en même temps sacrifier au culte des Muses et à celui de Dieu ». Les biographes de saint Césaire (470-502) racontent que s'étant endormi sur un livre du grammairien Julien Pomère (vers 450-500), il fait un rêve pendant lequel il voit un dragon sortir du livre. Grégoire le Grand (540-604), biographe de Benoît de Nursie (480-547), raconte que celui-ci venu étudier dans les écoles de Rome, qu'il s'arrête d'étudier dans les livres, effrayé par les dangers qu'il y voit. Les Statuta Ecclesiae antiquita de la seconde moitié du Ve siècle interdisaient aux évêques de lire des ouvrages païens. Cette interdiction s'appliquait aussi aux clercs des ordres majeurs. Au Ve siècle, « le clergé cultivé sent la nécessité d'une rupture avec la culture classique, mais ne peut s'y résoudre ».
Aux Ve et VIe siècles vont se mettre en place les premières écoles chrétiennes, monastiques, diocésaines et presbytérales, en France, en Espagne et en Italie. Elles forment les enfants et adolescents qui leur sont confiés à la lecture et l'écriture, à l'étude de la Bible, à apprendre par cœur le Psautier et à pratiquer la psalmodie.
Face à cette culture ascétique, certains clercs ont voulu établir une voie moyenne pour établir une science biblique telle que saint Augustin l'avait décrite dans De doctrina christiana. Il y avait montré « ce que le lettré chrétien devait emprunter au programme de l'éducation antique pour pouvoir, en toute sûreté, interpréter la Bible ». Ce n'est qu'à partir du VIe siècle que cet ouvrage de saint Augustin est étudié et recopié. L'abbé Eugippe (465-533) y fait une place importante dans son ouvrage sur saint Augustin, en particulier, il retient le passage sur la légitimité des études profanes. Cassiodore disait qu'il était un exégète remarquable. Il avait fondé près de Naples un monastère qui était un centre de culture religieuse qui n'avait pas d'équivalent à Rome à cette époque, ce que regrette Cassiodore. Quand Justinien (482-565) entreprend de reconquérir l'Italie, l'Afrique et l'Espagne, il essaie de rétablir l'enseignement de la culture antique en redonnant aux professeurs leurs privilèges et leurs traitements, mais vingt ans de guerre entre Ostrogoths et Byzantins et une nouvelle invasion de l'Italie par les Lombards, trois ans après sa mort, va conduire à l'échec de cette tentative.
Grégoire le Grand a reçu dans sa jeunesse une éducation libérale de lettré et en a conservé la connaissance de la grammaire et de la rhétorique mais semble avoir oublié la philosophie antique et il la combat après sa conversion. Il est scandalisé en 600 quand il apprend qu'un évêque en Gaule nommé Didier enseigne la grammaire, c'est-à-dire les belles-lettres. Il a fondé le monastère Saint-André qui est alors le seul centre de culture religieuse à Rome. Pour la formation des évêques, il a écrit le Regula Pastoralis Liber (590-591), dans lequel il insiste sur l'étude. Il exige qu'un candidat à l'épiscopat sache au moins son psautier, c'est pourquoi il pense que le recrutement monastique est la meilleure garantie pour avoir un épiscopat bien formé. Il est peut-être à l'origine de la création de la bibliothèque du Latran après avoir reçu une partie des manuscrits du monastère de Vivarium. Dans la préface de la Vie de saint Éloi, saint Ouen a écrit « Qu'avons-nous besoin de Pythagore, de Socrate, de Platon et d'Aristote ? Que nous importent les chansons d'Homère, de Virgile, de Ménandre, cette tourbe de poètes scélérats (sceleratorum mœnia poetarum) ? Salluste, Hérodote, Tite-Live, ces historiens des Gentils, de quelle utilité sont-ils pour la famille chrétienne ? »
En Espagne, après la conversion des Wisigoths ariens au catholicisme à la fin du VIe siècle, la figure marquante est celle d'Isidore de Séville.
En Angleterre, le départ des Romains à partir du début du Ve siècle va entraîner l'arrivée des Angles et des Saxons repoussant les Celtes à l'ouest et entraînant la quasi-disparition de la culture romaine à l'est. La culture romaine a trouvé refuge dans l'Église celte créée au IVe siècle. En Angleterre, les premières écoles chrétiennes apparaissent au VIIe siècle avec l'école de Canterbury (597~) après l'envoi de missionnaires par le pape Grégoire le Grand. Dans les pays celtes, c'est le monachisme irlandais qui va essaimer la culture chrétienne en Écosse, à Iona, puis au nord de l'Angleterre, à Lindisfarne et Whitby. saint Colomban va le diffuser en Francie. Après le concile de Whitby (663-664), l'église de tradition celte a adopté les pratiques de l'église romaine.
Face à la mise en place d'une éducation chrétienne dans le monde religieux qui se construit d'abord contre la culture antique avant de rechercher une synthèse possible, l'éducation laïque reste encore largement marquée par la culture antique dans l'éducation des laïcs les plus riches en Gaule et en Espagne jusqu'au VIIe siècle.
On peut ensuite distinguer très schématiquement deux grandes périodes :

#### Haut Moyen Âge (VIIeauXesiècle)

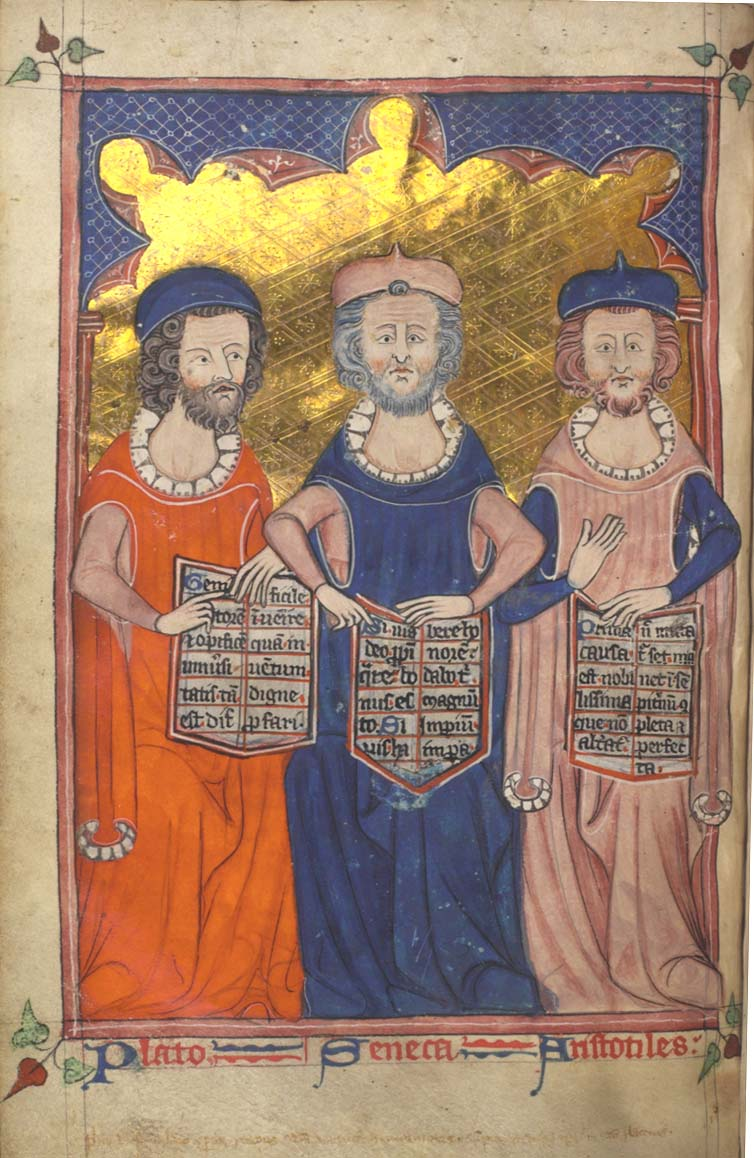
L'héritage de la philosophie antique au Moyen Âge : Platon, Sénèque et Aristote, miniature d'un manuscrit médiéval anglais écrit vers 1325-1335 (MS Hunter 231 (U.3.4), page 276).

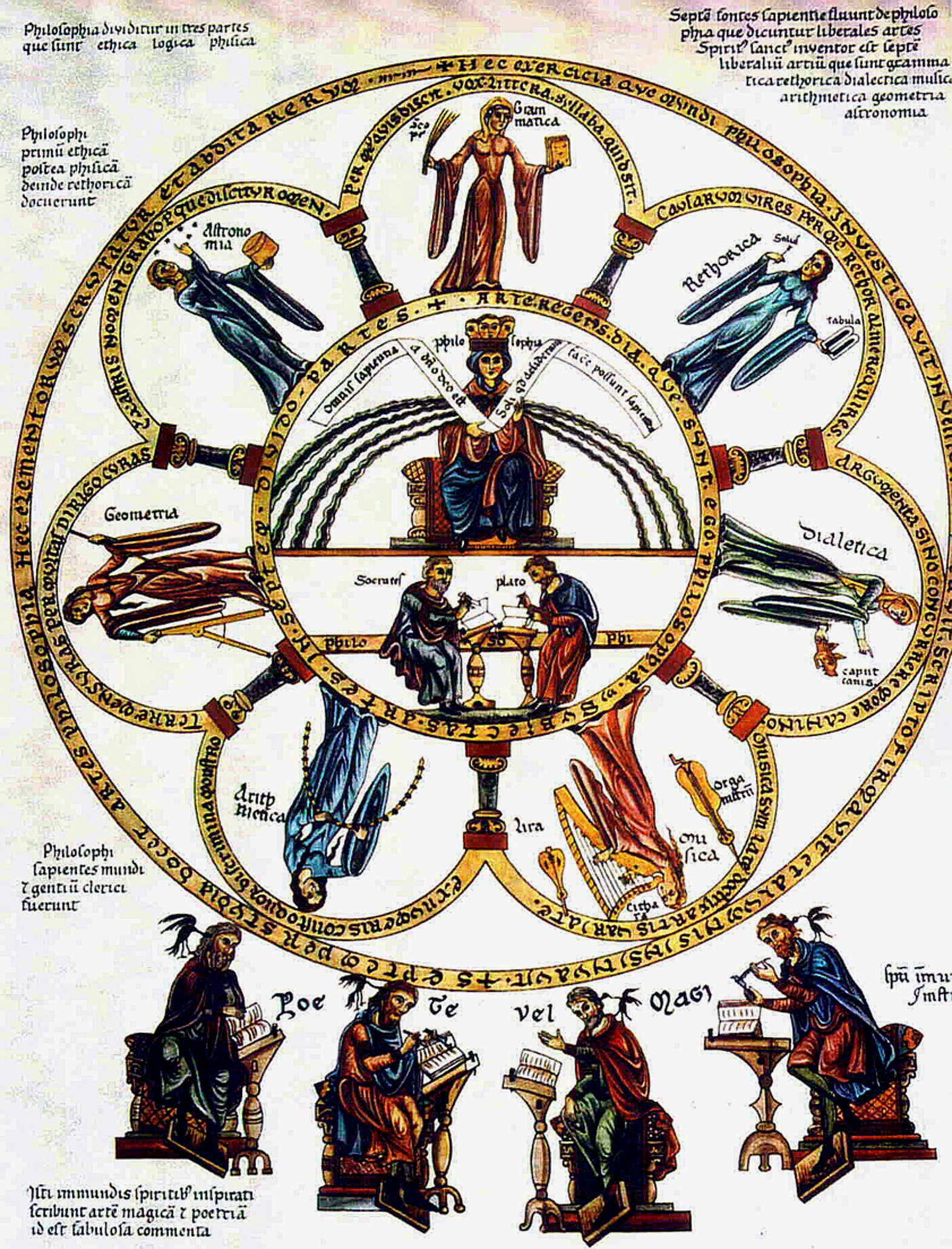
Les sept arts libéraux, vers 1180

Pendant cette période, l'Occident est encore très rural. Le savoir se développe dans les monastères, en dehors des villes, sous la règle de saint Benoît qui impose le travail intellectuel (bénédictins, ordre de Cluny). Les auteurs antiques sont traduits et retranscrits dans les scriptoria des monastères.
Les écoles monastiques sont le haut lieu du savoir médiéval. Les bibliothèques des monastères, très réduites selon les critères actuels (quelques centaines d'ouvrages au maximum), comprennent les principaux auteurs de langue latine. La philosophie grecque n'est cependant pas totalement inconnue, car on traduit et on lit déjà Platon (pas encore Aristote), transmis via Plotin, saint Augustin, Isidore de Séville...
Bède le Vénérable (673-735) pose, au VIIe siècle, les fondements des arts libéraux (Septem artes liberales), et étudie particulièrement la rhétorique et la dialectique, à partir des philosophes grecs. À la cour de Charlemagne, on lit Platon, connu de l'entourage de l'empereur (Alcuin). Le haut Moyen Âge voit donc s'épanouir des philosophes néoplatoniciens comme Jean Scot Érigène (800-877), et Isaac Israëli (830/850-930/950), compté parmi les premiers juifs néoplatoniciens. Cette école perdure jusque dans le bas Moyen Âge (Anselme de Cantorbéry (1034-1109)...), puis sous la forme de l'augustinisme.
Les bases de la philosophie reposent alors sur des systèmes de questions réponses, issus de la dialectique, un des sept arts libéraux. Le philosophe grec présocratique Zénon d'Élée (école éléatique) est à l'origine de la dialectique, transmise par les traductions et transcriptions de Platon, de Plotin, et du haut Moyen Âge.
Cependant, après les invasions viking, les monastères sont désorganisés, les règles ne sont plus observées, et plusieurs arts libéraux ne sont plus enseignés : la dialectique précisément, et les quatre disciplines du quadrivium (algèbre, géométrie, astronomie, musique).
Le moine Gerbert d'Aurillac (945/950-1003), vers les années 970, élargit les bases de la culture médiévale, en particulier à partir de la philosophie d'Aristote. Lors d'un séjour de deux ans en Catalogne, dans un monastère non loin de Barcelone, il enrichit sa culture en intégrant les œuvres d'Aristote, et les sciences (mathématiques, astronomie), grâce aux échanges avec les musulmans alors établis dans la plus grande partie de l'Espagne. Appelé à Reims par Adalbéron, Gerbert d'Aurillac introduit la dialectique et le quadrivium à l'école cathédrale de Reims : en particulier l'algèbre (les chiffres arabes). Gerbert a une idée très claire de la classification de la philosophie. Il devient pape sous le nom de Sylvestre II (le pape de l'an mil était Franc).

#### Bas Moyen Âge (XIeauXVesiècles)
Une nouvelle période de traduction des œuvres d'Aristote commença au XIe siècle, les traductions sont alors multiples et diffèrent les unes des autres, les rendant même discordantes, et même de leurs sources originales, bien que certaines soient assez fidèles et correspondent même à ce que la philologie moderne a restitué. Les années 1120 à 1190 permettent enfin que les traductions s'organisent.

##### XIesiècle
Le XIe siècle est marqué par l'importance accrue de la dialectique dans les études et le combat entre dialecticiens et anti-dialecticiens. Pour les dialecticiens, par le recours à la logique d'Aristote, une explication rationnelle des mystères chrétiens est possible. Pour les anti-dialecticiens, au contraire, la dialectique risque de dissoudre les mystères de la religion chrétienne : ils sont donc partisans de la foi et de l'autorité absolue des pères de l'Église et des conciles. L'œuvre imposante d'Anselme de Cantorbéry (1034-1109) domine cette époque de tâtonnement sur les rapports de la raison avec la foi.

##### XIIesiècle
Le XIIe siècle poursuit et amplifie le développement de la dialectique et sème les germes qui aboutissent à la scolastique du XIIIe siècle. La logique et la grammaire spéculative se développent et deviennent les instruments de la théologie (voir Alain de Lille). C'est également au XIIe siècle que se structure durablement la querelle des universaux autour de deux groupes antagonistes : les réalistes et les nominalistes. De tous ses maîtres, on ne connaît plus guère aujourd'hui que les noms de Roscelin de Compiègne et Guillaume de Champeaux, les maîtres de Pierre Abélard (1079-1134), le plus grand dialecticien et le principal nominaliste de l'époque.
La passion de la logique n'est pas la seule activité intellectuelle du XIIe siècle. Deux écoles monastiques se partagent le terrain :
- l'école de Chartres, créée par Gerbert d'Aurillac via Fulbert (Bernard de Chartres, Gilbert de La Porrée, Thierry de Chartres, Guillaume de Conches, Jean de Salisbury) élabore une philosophie naturelle qui accompagne le développement des sciences et des techniques, et finit par briser le cadre traditionnel du quadrivium.

- l'école de Saint-Victor, fondée en 1108 par Guillaume de Champeaux (Hugues de Saint-Victor, Richard de Saint-Victor) représente le courant de la mystique spéculative, également représentée du côté cistercien par Bernard de Clairvaux et Guillaume de Saint-Thierry.

À la fin du XIIe siècle, Henri Aristippe traduit du grec le Livre IV des Météorologiques d’Aristote, dont Gérard de Crémone avait traduit les Livres I à II de l’arabe en latin. Alfred de Shareshel écrit des gloses sur ce texte et ajoute, en les traduisant de l’arabe, trois « chapitres » nouveaux à ce traité : c’est le De mineralibus d’Avicenne. La science aristotélicienne fait ainsi son retour en Occident.
La fondation de ces écoles ouvre la voie à la fondation des Universités (Bologne la plus ancienne, suivie de Paris et Oxford) qui s'épanouissent au XIIIe siècle.
Les premières sommes de sentences sont rédigées et présentent de manière ordonnée les diverses doctrines des pères de l'Église et des conciles. L'un d'eux, Pierre Lombard, rédige un Liber de Sentencia qui servira de base à l'enseignement de la théologie jusqu'à la fin du Moyen Âge. Ce souci d'organiser la théologie de manière systématique est la source directe des sommes théologiques du siècle suivant.
La seconde moitié du XIIe siècle voit s'amorcer un vaste mouvement de traduction qui part de Tolède, reconquise par les chrétiens. De là, puis d'Italie partent des écoles de traducteurs qui mettent à la disposition du monde chrétien outre des textes religieux (Pierre le Vénérable traduit le Coran) et scientifiques (ouvrages de géométrie et d'algèbre, Almageste de Ptolémée), de nombreuses œuvres philosophiques : Gérard de Crémone traduit Aristote (1140/1142), Alexandre d'Aphrodise, le Livre des Causes (une compilation de Proclus attribuée par les Arabes à Aristote), des traités d'Al-Kindi et d'Al-Farabi. Dominique Gundissalvi traduit Avicenne, Al-Ghazali et Salomon ibn Gabirol... Ses traductions qui souvent ne sont pas de première main, introduisent pourtant en Occident le vaste courant de l'aristotélisme arabe repensé dans un esprit néo-platonicien.

##### XIIIesiècle
La diffusion de la philosophie d'Aristote fait alors naître une nouvelle méthode philosophique : la scolastique, qui repose sur un ensemble d'œuvres d'Aristote, progressivement regroupées, par Thomas d'Aquin et d'autres théologiens de l'université de Paris (Albert le Grand).
La classification comprend plusieurs ensembles : la logique (Organon), la physique (Physique), la métaphysique (regroupement de quatorze livres d'Aristote), l'éthique (éthique à Nicomaque), la politique, la poétique...
Toutefois, l'assimilation du corpus intégral d'Aristote pose un difficile problème. Il s'agit en effet du premier corpus philosophique où il est clairement impossible de trouver la moindre référence aux croyances chrétiennes.
Pourtant, au milieu du siècle, l'incorporation de l'aristotélisme au christianisme, qui semble une tâche impossible, se réalise grâce à la gigantesque synthèse thomiste.
Si le courant dominicain l'adopte rapidement, un fort courant franciscain le rejette et reste fidèle à saint Augustin (saint Bonaventure), tandis que d'autres se tournent vers Avicenne ou Averroès (Siger de Brabant, Boèce de Dacie).
Les luttes intellectuelles âpres qui s'ensuivent aboutissent à la condamnation en 1277 de 219 propositions aristotéliciennes et averroïstes par l'évêque de Paris.
L'enseignement thomiste est suspendu jusqu'en 1285 tandis qu'une opposition vigoureuse au thomisme s'organise. C'est de cette opposition que de nouvelles écoles vont surgir au début du XIVe siècle, issues des maîtres franciscains : Duns Scot (1266-1308) et Guillaume d'Ockham (1285-1347).

##### Bilan de la scolastique
L'évolution par rapport à la période antérieure tient à un degré supérieur de dialogue par rapport aux arts libéraux qui restent enseignés : la dialectique est enrichie par la logique aristotélicienne, qui apporte des fondements et des concepts très évolués de raisonnement. Elle permet à des positions et des systèmes philosophiques concurrents ou contradictoires de se mettre à dialoguer les uns avec les autres, en vue d'une réconciliation. Cette méthode est à la base de la logique dite générale. Elle s'appuie sur des inférences, qui ne sont pas seulement des déductions logiques (logique mathématique).
Cette croyance est la véritable essence de la conception philosophique selon Aristote, intimement associée à la philosophie scolastique du bas Moyen Âge.
Les débats aristotéliciens des XIIe et XIIIe siècles aboutissent à la subordination de la philosophie à la théologie, et à la rationalisation du message chrétien.

##### XIVeetXVesiècles
Dès la fin du XIVe siècle, la scolastique marque le pas. Les écoles (albertistes, thomistes, scotistes, nominalistes, averroïstes...) subsistent et se disputent mais ne se renouvellent pas.
En 1438, le Byzantin Gémiste Pléthon (1355/1360-1452) pousse Cosme de Médicis à la fondation d'une Académie platonicienne (1459) et en 1447, l'Université de Louvain sépare l'enseignement de la théologie et de la philosophie : c'est la fin de la philosophie médiévale.

### Critique de la philosophie médiévale
La critique de l'inter-relation permanente de la religion avec la spéculation philosophique durant la période précédant la Renaissance, se développe au XVIe siècle, et surtout au XVIIe siècle, lorsqu'il devient évident que la méthode scolastique place ses protagonistes en retrait par rapport aux nouvelles observations expérimentales des réalités physiques. En particulier l'affaire Galilée discrédite la scolastique, de sorte que Descartes n'a de cesse de critiquer ses anciens maîtres et la philosophie d'Aristote. Descartes produit son célèbre cogito, et propose une classification de la connaissance mélangeant philosophie et sciences dans les Principes de la philosophie rédigé en 1644.
Auguste Comte fait remonter l'essor moderne de l'esprit scientifique aux philosophies des XVIIe siècle et XVIIIe siècle (Descartes, Hume, Condorcet...) et juge caduques les spéculations théologiques et métaphysiques, mais il tient pour socialement et moralement importantes les doctrines du Moyen Âge (saint Bernard et Thomas d'Aquin en particulier).
Ces positions rejaillissent partiellement sur la philosophie d'Aristote, qui est, de fait, principalement rejetée sur ces deux points précis, que les découvertes récentes faites avec la méthode scientifique avaient largement invalidés :
- le géocentrisme (Aristote retient la vision du monde de son époque au Ve siècle),
- la notion de mouvement, dont Aristote donne en fait une interprétation essentiellement à vocation éthique.

La plupart des manuels de philosophie et d'histoire des sciences en France éliminent Aristote jusqu'à la Seconde Guerre mondiale environ.

## Impacts de cette philosophie dans l'époque actuelle
Bien que « l'argumentation scolastique sur des textes choisis » ait, d'après les médiévistes, « asséché » la pensée rationnelle et l'observation expérimentale, la philosophie médiévale a permis à la pensée théologique patristique de se confronter à la pensée antique —notamment avec Augustin d'Hippone et Thomas d'Aquin—, transformant ainsi profondément les premières exégèses chrétiennes discutées lors de l'Antiquité tardive.
De plus, vers la fin de cette période, les érudits orthodoxes établis à Byzance (Constantinople) permirent, concurremment avec la civilisation arabo-islamique, la transmission des philosophies des grands penseurs de l'Antiquité (Platon, Aristote...), jusqu'à l'époque contemporaine.
Mais elle ne s'est pas contentée de confronter des éléments de la pensée grecque avec le christianisme dans l'Europe chrétienne. Par cette dialectique, elle a tenté de trouver la solution des rapports entre la raison et la foi, ce rapport problématique ayant donné lieu au débat central de cette période : foi et raison. La solution de Thomas d'Aquin consistait à soumettre la raison au verdict de la foi, de subordonner la philosophie à la théologie. Cette subordination est largement considérée, aujourd'hui, comme une vision datée ; mais elle permettait alors de rendre à la philosophie une place élevée, sans laquelle elle n'aurait été rien, la théologie pouvant tout à fait se passer d'elle dans un contexte mystique ou selon Bonaventure de Bagnoregio. La philosophie médiévale a poussé l'interrogation sur la nature de la foi confrontée à la raison jusqu'à ses limites.
Ces « joutes d'érudits » (disputatio) furent le creuset de l'élaboration d'un latin abstrait, qui finit par devenir la « lingua franca » intellectuelle de l'Europe chrétienne. Par réaction, cela permit in fine aux parlers courants de se séparer progressivement du latin savant durant cette période, donnant ainsi naissance aux différentes langues européennes modernes.
Extraits de L'Esprit de la philosophie médiévale par Étienne Gilson, professeur au Collège de France, Gifford Lectures (Université d'Aberdeen), Librairie philosophique J. Vrin :

« Invité à la tâche assez difficile de définir l'esprit de philosophie médiévale, je l'ai pourtant acceptée, en pensant à l'opinion très répandue que, si le Moyen Âge a une littérature et un art, il n'a pas de philosophie qui lui soit propre.
Essayer de dégager l'esprit de cette philosophie, c'était se condamner à fournir la preuve de son existence ou à avouer qu'elle n'a jamais existé. C'est en cherchant à la définir dans son essence propre que je me suis vu conduit à la présenter comme la "philosophie chrétienne par excellence".
Mais, en ce point, la même difficulté m'attendait sur un autre plan, car si l'on a pu nier la possibilité d'une philosophie médiévale à titre de fait, on a également nié la possibilité d'une philosophie chrétienne en tant qu'idée. Il se trouve donc que les deux séries de leçons convergent vers cette conclusion, que le Moyen Âge a produit, outre une littérature chrétienne et un art chrétien, ce que l'on savait assez, une philosophie chrétienne, ce dont on dispute.
Il ne s'agit pas de soutenir qu'il a créé cette philosophie de rien, pas plus qu'il n'a tiré du néant son art et sa littérature. Il ne s'agit pas non plus de prétendre qu'il n'y ait eu, au Moyen Âge, d'autre philosophie que chrétienne, pas plus qu'on ne saurait prétendre que toute littérature médiévale est chrétienne et tout art médiéval chrétien. La seule question qu'il s'agisse d'examiner est de savoir si la notion de philosophie chrétienne a un sens, et si la philosophie médiévale, considérée dans ses représentants les plus qualifiés, n'en serait pas précisément l'expression historique la plus adéquate.
L'esprit de la philosophie médiévale, tel qu'on l'entend ici, c'est donc l'esprit chrétien, pénétrant la tradition grecque, la travaillant du dedans et lui faisant produire une vue du monde, une Weltanschuung spécifiquement chrétienne.
Il a fallu des temples grecs et des basiliques romanes pour qu'il y eût des cathédrales ; pourtant, quelle que soit la dette de nos architectes médiévaux à l'égard de leurs prédécesseurs, ils s'en distinguent, et l'esprit nouveau qui leur a permis de créer est peut-être le même que celui dont se sont inspirés avec eux les philosophes de leur temps.
Pour savoir ce qu'il peut y avoir de vrai dans cette hypothèse, la seule méthode à suivre était de montrer la pensée médiévale à l'état naissant, au point précis où la greffe judéo-chrétienne s'insère dans la tradition historique.
La démonstration tentée est donc purement historique ; si, très rarement, une attitude plus théorique a été provisoirement adoptée, c'est que l'historien doit rendre au moins intelligibles les notions qu'il expose ; il s'agissait de suggérer comment peuvent être aujourd'hui encore concevables des doctrines dont, pendant des siècles, s'est satisfaite la pensée de ceux qui nous ont précédé. »

Résumé de l'ouvrage :
Après avoir expliqué que la notion de « philosophie chrétienne » a un sens, Étienne Gilson en propose la définition suivante : « J'appelle philosophie chrétienne toute philosophie qui, bien que distinguant formellement les deux ordres, considère la révélation chrétienne comme un auxiliaire indispensable de la raison ».
Gilson examine ensuite ce que la pensée chrétienne a fait de l'idée de Dieu, clef de voûte de la métaphysique et les conséquences de l'identification de Dieu et de l'Être : la contingence de l'être fini. Le rapport entre le créateur et la création est problématique pour l'entendement humain. Étienne Gilson montre comment les Pères de l’Église et les penseurs du Moyen Âge, en particulier Thomas d'Aquin ont tenté de penser cette relation sur le mode de la similitude et de la participation.
La notion de providence divine n'est pas une notion exclusivement chrétienne, mais il y aurait, selon lui, une notion proprement chrétienne de la providence divine : elle consiste dans la double élection d'un peuple dans l'Ancien Testament et de l'Humanité tout entière dans l’Évangile. L'homme serait un analogue de Dieu, doué d'activité et d'efficacité causale dans la mesure où il serait à la fois être « autonome », et conduit par la providence divine vers une fin qui lui est propre. Loin de rejeter le corps, la pensée chrétienne insisterait, selon Gilson, sur sa dignité, sa valeur et sa perpétuité.
Pour définir l'amour et son objet, les penseurs chrétiens - notamment Bernard de Clairvaux - partent de l'expérience commune de l'amour. Le désir humain se satisfait momentanément de tout, mais rien ne peut le satisfaire durablement.
La philosophie chrétienne n'a pas inventé l'idée de liberté, mais l'insistance avec laquelle les Pères de l'Église soulignent l'importance de cette idée doit cependant retenir l'attention, ainsi que la nature très spéciale des termes dans lesquels ils l'ont fait.
Les moralistes chrétiens ont rassemblé les notions païennes de beauté (kalos) et d'honneur (decorum) dans une notion plus compréhensible, celle du Bien, puis relié directement le bien à un principe transcendant, qui mériterait l'honneur en soi et absolument, plus que la vertu, et par rapport auquel seule la vertu le mériterait.
Pour Gilson, les penseurs du Moyen Âge auraient fait subir des modifications à la conception grecque de la nature (Phusis). Partout, dans la philosophie médiévale, l'ordre naturel s'appuie à un ordre surnaturel, dont il dépend comme de son origine et de sa fin.
S'il en est ainsi, peut-on encore parler de nature dans une philosophie chrétienne, ou ne vaudrait-il pas mieux dire, avec Malebranche, « que la nature est une idée antichrétienne par excellence, un reste de la philosophie païenne recueillie par des théologiens imprudents » ? Les penseurs du Moyen Âge estiment, comme les Grecs, qu'il existe une nature, mais ce n'est plus tout à fait la même.
« Nous sommes », disait Bernard de Chartres, « comme des nains assis sur les épaules de géants. Nous voyons donc plus de choses que les Anciens, et de plus lointaines, mais ce n'est ni par l'acuité de notre vue, ni par la hauteur de notre taille, c'est seulement qu'ils nous portent et nous haussent de leur hauteur gigantesque ».

## Liste des principaux philosophes médiévaux
Cette liste inclut des philosophes tant chrétiens que musulmans et juifs. On indique également des traducteurs d'œuvres grecques, arabes, ou persanes en mathématiques et en astronomie.
- Tertullien (cca 150-cca 230) - antiquité tardive
- Origène (cca 185-cca 253) - antiquité tardive
- Augustin d'Hippone (354-430) - antiquité tardive
- Avec lui, les autres Pères de l'Église, et notamment les docteurs de l'Église, dont il fait partie avec Ambroise de Milan, Jérôme de Stridon et Grégoire le Grand.
- Martianus Capella (Ve siècle)
- Pseudo-Denys l'Aréopagite (Ve s.)
- Claudien Mamert (? - 474)
- Boèce (480-c. 525)
- Cassiodore (cca 485-cca 580).
- Isidore de Séville (entre 560 et 570-636)

- Bède le Vénérable (672-735)
- Alcuin (cca 730-804)
- Théodulf d'Orléans (750-821)
- Al-Kindi (801-873)
- Jean Scot Érigène (810-877)
- Rhazès (Al-Razi, 864-930)
- Al-Fârâbî (872-950)
- Gerbert d'Aurillac (cca 938-1003)

- Avicenne (980-1037)
- Alphanus de Salerne (1010-1085)
- Salomon ibn Gabirol (Avicebron, 1020-1058)
- Anselme de Cantorbéry (1034-1109)
- Roscelin de Compiègne (1050, 1120)
- Al-Ghazali (1058-1111)

- Pierre Abélard (1079-1142)
- Suger de Saint-Denis (1080-1151), fondateur de la basilique Saint-Denis, théologie de la lumière
- Hugues de Saint-Victor (1096-1141)
- Petrus Lombardus (Pierre Lombard, c. 1105-1160)
- Gérard de Crémone (1114, 1187)
- Adélard de Bath (cca 1080-cca 1160)
- Robert de Chester (fl. 1140-1150),
- Averroès (1126-1198)
- Henri Aristippe (1105-1162),
- Burgondio de Pise (1100-1193),
- Moïse Maïmonide (1135-1204)
- Guillaume d'Auxerre (1150-1231)

- Robert Grossetête (1175-1253)
- Albertus Magnus (Albert le Grand, 1193-1280)
- Alexandre de Hales (c. 1200-1245)
- Guillaume de Moerbeke (1215-1286)
- Henri de Gand (Henry de Ghent, 1217-1293)
- Roger Bacon (1220-1292)
- Boèce de Dacie (1240-1284)
- Bonaventure de Bagnoregio (1221-1274)
- Thomas d'Aquin (1224-1274)
- Raymond Lulle (1235-1315)
- Gilles de Rome (1247-1316)
- Godefroid de Fontaines (c. 1250-1309)

- Raoul le Breton (c. 1260-1320)
- Maître Eckhart (c. 1260-1327)
- Jean Duns Scot (1266-1308)
- Pierre Auriol (1280-1322)
- Guillaume d'Ockham (1285-1347)
- Jean Buridan (1300-1358)
- Grégoire de Rimini (1300-1358)
- Nicole Oresme (c. 1323-1382)
- Hasdaï Crescas (1340- 1410)
- Pierre d'Ailly (1351-1420)
- Gémiste Pléthon (1355-1452)

- Johannes Bessarion (1395-1472)

#### Ouvrages généraux
- Henrik Lagerlund (éd.), Encyclopedia of Medieval Philosophy. Philosophy Between 500 and 1500, Dordrecht: Springer, 2011.
- Benoît Patar, Dictionnaire des philosophes médiévaux, Fides, 2007.
- Bernard Quilliet, La tradition humaniste, Fayard, 2002.
- Émile Bréhier, La philosophie du Moyen Âge, Albin Michel, 1937.
- P. Delaye, La philosophie chrétienne au Moyen Âge, Paris, 1953.
- Étienne Gilson :
  - La philosophie au Moyen Âge, des origines patristiques à la fin du XIVe siècle, 3e éd., Paris, 1957.
  - L'esprit de la philosophie médiévale, 2e éd., Paris, 1944.
  - Études de philosophie médiévale, Strasbourg, 1921.
- E. Jeauneau, La philosophie médiévale, Paris, 1963.
- P. Vignaux, Philosophie au Moyen Âge, Paris, 1958.
- Jacques Le Goff, Les intellectuels au Moyen Âge, Paris, 1957.
- Henri de Lubac, Exégèse médiévale, quatre volumes, Paris, 1959/1964.
- Jean Jolivet, La philosophie médiévale en Occident, in Histoire de la philosophie de l'Encyclopédie de la Pléiade, 1969.
- F. Picavet, Essai d'une histoire générale et comparée des philosophies médiévales, Paris, Alcan, 2e éd., 1913.
- Maurice De Wulf, Histoire de la philosophie médiévale, 6e éd., Louvain, 1936.
- Kurt Flasch, Introduction à la philosophie médiévale, Champs-Flammarion, 1998.
- Rémi Brague, Au moyen du Moyen Âge : Philosophies médiévales en chrétienté, judaïsme et islam, Paris, Flammarion, coll. « Champs essais », 2006 (réimpr. 2008), 433 p. (ISBN 2-08-121785-6).
- M. Gorce, L'essor de la pensée au Moyen Âge, 1933.
- Giulio D'Onofrio, Storia del pensiero medievale, Città Nuova, 2011.
- Alain de Libera, Où va la philosophie médiévale ?, Leçon inaugurale prononcée au Collège de France le jeudi 13 février 2014 (lire en ligne)
- Alain de Libera, La philosophie médiévale, PUF, collection Que sais-je ? , 2023
- Eileen Sweeney, « Literary Forms of Medieval Philosophy », dans The Stanford Encyclopedia of Philosophy, Metaphysics Research Lab, Stanford University, 2002 [2013].

#### Haut Moyen Âge
- A. Van de Vyer, Les étapes du développement philosophique du haut Moyen Âge, Revue belge de philologie et d'histoire, no 8, 1929.
- G. Brunhes, La foi chrétienne et la philosophie au temps de la renaissance carolingienne, Paris, 1903.

#### Bas Moyen Âge
- Marie-Dominique Chenu, La théologie au XIIe siècle, Paris, 1957.
- G. Robert, Les Écoles et l'enseignement de la théologie pendant la première moitié du XIIe siècle, 1909.
- J. de Ghellinck, Le mouvement théologique du XIIe siècle, 2e éd., Bruges-Bruxelles-Paris, 1948.
- G. Paré, A.Brunet, P.Tremblay, La Renaissance du XIIe siècle, Paris, 1933.
- Ana Palanciuc, « Sur une façon d’écrire la philosophie au XIIe siècle. La parole receptaculum », dans Bruno Curatolo et Jacques Poirier (dir.), Le style des philosophes, Besançon, Presses universitaires de Franche-Comté, 2007 (ISBN 978-2-84867-192-5, DOI 10.4000/books.pufc.26527 , lire en ligne), p. 27-35.
- F Van Steenberghen, Aristote en Occident. Les origines de l'aristotélisme parisien, Louvain, 1946.
- M.D. Chenu, La théologie comme science au XIIIe siècle, Archives d'histoire doctrinale et littéraire, VII, 1933.
- B. Landry, L'idée de chrétienté chez les scolastiques du XIIIe siècle, 1929.
- G. de Lagarde, La naissance de l'esprit laïque au déclin du Moyen Âge, St-Paul-Trois-Châteaux, 1934.
- B. Hauréau, Histoire de la philosophie scolastique, 2 vol., Paris.
- L. Gauthier, Scolastique musulmane et scolastique chrétienne, Revue d'histoire de la philosophie, 1928.
- A. et Ch. Jourdain, Recherches critiques sur l'âge et l'origine des traductions d'Aristote, 2e éd., Paris, 1943.
- L. Albren, Les Universités au XIIIe siècle, Revue Historique, LXVII, 1931.
- Alexandre Koyré, Le vide et l'espace infini au XIVe siècle, Archives de philosophie médiévale, 1949.
- (it) Marco Gallarino, Metafisica e cosmologia in Dante. Il tema della rovina angelica, Bologna, Il Mulino, 2013 (Pubblicazioni dell’Istituto italiano per gli studi storici, 63)  (ISBN 978-88-15-24504-5)
- Konstanty Michalski :
  - Les courants critiques et sceptiques dans la philosophie du XIVe siècle, Cracovie, 1927.
  - La physique nouvelle et les différents courants philosophiques au XIVe siècle, Cracovie, 1928.
  - Le criticisme et le scepticisme dans la philosophie du XIVe siècle, Cracovie, 1926.
- H. Delacroix, Le mysticisme spéculatif en Allemagne au XIVe siècle, 1900.